# Nonanamida
La nonanamida es la amida derivada del ácido nonanoico. Su fórmula molecular es C9H19NO.